# STONED TOWN
『STONED TOWN』（ストーンド タウン）は、日本の歌手Akeboshiの1枚目のミニアルバムである。2002年8月8日発売。発売元はDA・LEMANS RECORDS。

## 概要
- オリコンチャートでは収録曲数が5曲以上のものをアルバム扱いとしているため、収録曲数4曲の本作はシングル扱いとなっている。
- リードトラック「Wind」はテレビアニメ「NARUTO -ナルト-」のエンディングテーマに起用された。
- 小林政広による本作と同名のショートフィルムが制作された。

## 収録曲
1. Wind(3:38)
作詞・作曲・編曲：AKEBOSHI
2. 秋風のうた(3:11)
作詞・作曲・編曲：AKEBOSHI
3. no wish(3:04)
作詞・作曲・編曲：AKEBOSHI
4. 廃虚のソファ(5:00)
作詞・作曲・編曲：AKEBOSHI

## 収録アルバム

### Wind
- サントラ『NARUTO -ナルト-オリジナルサウンドトラック』（2003年3月19日）
- オムニバス『NARUTO -ナルト- Best Hit Collection』（2004年11月17日）
- ベスト『Akeboshi』（2005年6月22日）
- ベスト『Roundabout』（2008年6月11日）
※Live
- Animelange『NON STOP NARUTO』（2009年7月29日）
※リミックスver
- オムニバス『アニソンLOVE! 紫組』（2016年6月29日）

### 秋風のうた
- ベスト『Akeboshi』（2005年6月22日）

### no wish
- ベスト『Akeboshi』（2005年6月22日）

### 廃虚のソファ
- ベスト『Akeboshi』（2005年6月22日）

## タイアップ
- Wind：アニメ「NARUTO -ナルト-」初代エンディングテーマ